# Perfil HE

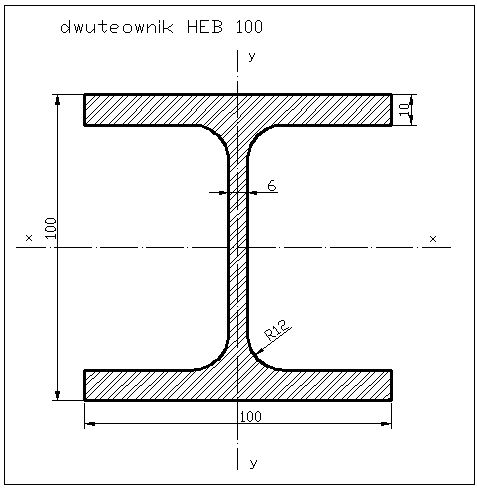
Sección transversal de una HEB-100.

El perfil HE es un tipo de perfil laminado correspondiente a la normativa europea cuya sección transversal tiene forma de doble T, con alas más anchas que un perfil doble T de tipo IPN o IPE. Las caras exteriores e interiores de las alas son paralelas entre sí y perpendiculares al alma, por lo que las alas tienen espesor constante. Las uniones entre las caras del alma y las caras interiores de las alas son redondeadas. Además, las alas tienen el borde con aristas exteriores e interiores vivas.

## Series
Los perfiles HE comprenden las tres series siguientes:
- Serie normal: HEB-perfil base
- Serie ligera: HEA- más ligero que el HEB
- Serie pesada: HEM- más pesado que el HEB

Estos perfiles son designados por las letras HEB, HEA o HEM, seguidas de un número que indica la altura total nominal (h) del perfil base HEB, expresada en milímetros. Para los perfiles de altura nominal del perfil HEB igual o inferior a 300 mm, la anchura de las alas (b) es igual a la altura h. Para los perfiles de h > 300mm, la anchura de las alas es igual a 300 mm.

## Normativa
Los perfiles HE se definen de acuerdo con las siguientes normas: 
- UNE 36524:1994 - Productos de Acero laminados en caliente. Perfiles HE de alas anchas y caras paralelas. Medidas.
- UNE-EN 10034:1994 - Perfiles I y H de acero estructural. Tolerancias dimensionales

## Propiedades
Si bien los perfiles HE tienen un rendimiento {\displaystyle \eta } algo inferior al de los perfiles IPE o IPN, tienen un mejor comportamiento a la torsión y también tienen una carga crítica notablemente superior por tener los dos momentos de inercia seccionales más equilibrados. Eso lleva a que en vigas con cierta flexión o pilares con compresiones moderadas se prefiera un perfil HEB a un perfil IPE o IPN.